# Piotr Kmita (ur. 1981)
Piotr Kmita (ur. 1981) – polski artysta wizualny. Studiował filozofię na Uniwersytecie Wrocławskim. Absolwent wrocławskiej Akademii Sztuk Pięknych im. Eugeniusza Gepperta.

## Ważniejsze wystawy indywidualne
- 2013 – „When he’s gone”, Project Room, CSW Zamek Ujazdowski, Warszawa[1]
- 2012 – „Winning”, BWA Awangarda, Wrocław[2]
- 2011 – „Okropności zabawy”, Mieszkanie Gepperta, Wrocław[3]
- 2006 – „Zniewagi i obrazy”, BWA Awangarda, Wrocław

## Ważniejsze wystawy zbiorowe
- 2014 – „Ro/Złączenia (Ruptures&Convergences)”, Galeria Kuad, Stambuł, Turcja
- 2013 – „Modessqe”, Skwer Fabryka Trzciny, Warszawa
- 2013 – „Kino Awangarda”, BWA Awangarda, Wrocław
- 2011 – „Emergency Room”, Europejski Kongres Kultury, Wrocław
- 2007 – „Herzlich wir kommen”, Galeria Pokusa, Wiesbaden, Niemcy
- 2006 – „Lettra 2006”, Biblioteka Jagiellońska, Kraków

## Nagrody
- 2013 – wyróżnienie w Międzynarodowym Konkursie Malarskim „Modessqe”
- 2012 – nagroda Gazety Wyborczej „WARTO”
- 2011 – stypendium Ministra Kultury i Dziedzictwa Narodowego
- 2006 – wyróżnienie i medal ASP Wrocław za najlepszy dyplom Wydziału Grafiki
- 2006 – II nagroda w konkursie „Wild thing”, Studio BWA Wrocław

## Prace w kolekcjach
- Dolnośląska Zachęta Sztuk Pięknych[4]
- Borowik Collection[5]